# Luna 5
Luna 5, o E-6 No.10, era una sonda espacial soviética no tripulada destinada a aterrizar en la Luna como parte del programa Luna. Estaba destinado a convertirse en la primera nave espacial en lograr un aterrizaje suave en la Luna, sin embargo, sus retropropulsores fallaron, y la nave espacial impactó en la superficie lunar.

## Lanzamiento
Luna 5 fue lanzado por un cohete portador Molniya-M, volando desde el Sitio 1/5 en el Cosmódromo de Baikonur. El despegue se produjo a las 07:49:37 UTC del 9 de mayo de 1965. La nave espacial y el tramo superior Blok L entraron en una órbita baja de estacionamiento en la Tierra, antes de que el Blok L disparara para impulsar a Luna 5 hacia la Luna.
Luna 5 se convirtió en la primera sonda soviética lanzada con éxito hacia la Luna en dos años. Entre eso y la misión anterior para lanzarse con éxito, Luna 4, hubo tres fallas de lanzamiento: E-6 No.6 y No.5 en 1964 y Kosmos 60 en 1965.

## Infortunio

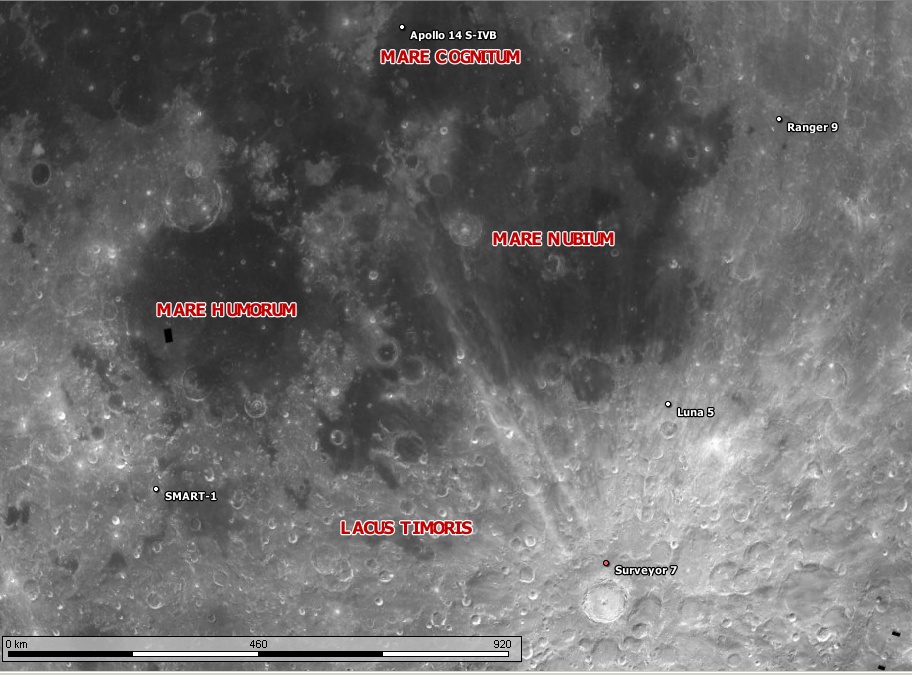
Primera ubicación anunciada del impacto Luna 5 (abajo a la derecha), en relación con otras sondas lunares y sitios de aterrizaje.

Tras la corrección a mitad de camino el 10 de mayo, la nave espacial comenzó a girar alrededor de su eje principal debido a un problema en un giroscopio de flotación en la unidad del sistema de guía I-100. Un intento posterior de disparar el motor principal falló debido a un error de control de tierra, y el motor nunca se disparó. Como resultado de estas fallas, el intento de aterrizaje suave falló, y Luna 5 impactó en la Luna. El lugar de impacto se anunció en primer lugar como 31° S 8° O (costa de Mare Nubium), pero luego se estimó como 8° N 23° O (cerca del cráter Copérnico). Fue la segunda nave espacial soviética en llegar a la superficie de la Luna, siguiendo a Luna 2 en 1959. 